# Marne (folyó)
A Marne (IPA: [maʁn] kiejtéseⓘ, kb. márn) folyó Franciaországban, a Szajna jobb oldali mellékfolyója.

## Földrajzi adatok
A folyó a Langres-fennsíkon, Haute-Marne 
megyében ered, végül Alfortville és Charenton-le-Pont között, Párizs külvárosában torkollik be a Szajnába. Vízgyűjtő területe 12 800 km², a hossza 514,3 km. Átlagos vízhozama 110 m³ másodpercenként.

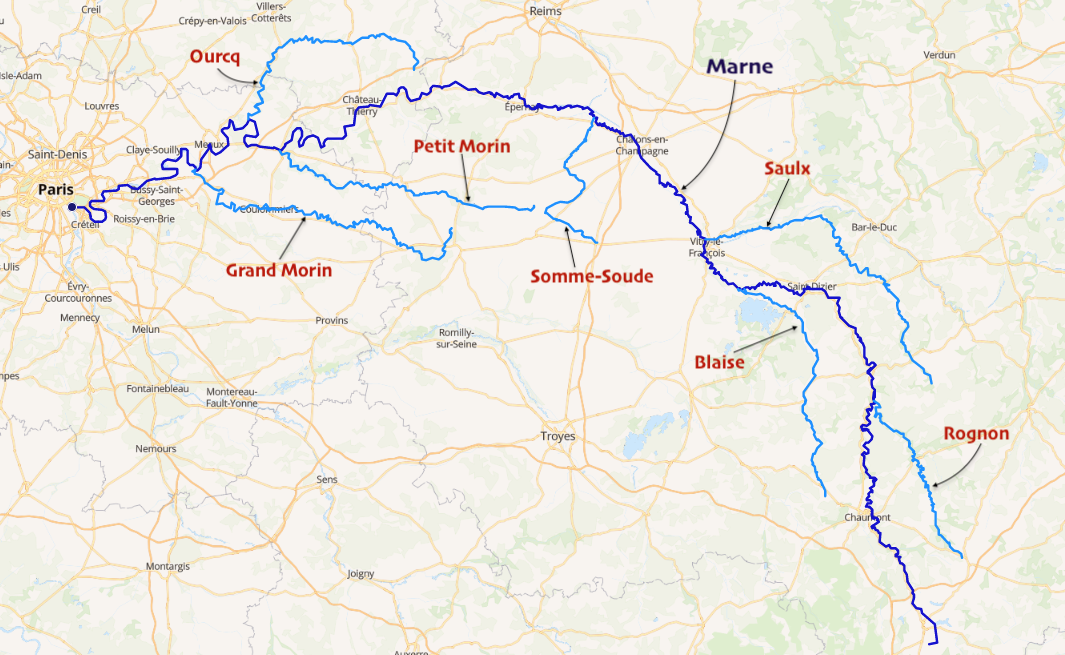
A Marne mellékfolyói

Mellékfolyói a Blaise, Saulx, Ourcq, Petit Morin és a Grand Morin. Részben hajózható, csatornák kötik össze a Rajna, Maas, Mosel és Aisne folyókkal.

## Megyék és városok a folyó mentén
- Haute-Marne: Chaumont, Saint-Dizier
- Marne: Châlons-en-Champagne, Épernay
- Aisne: Château-Thierry
- Seine-et-Marne: Meaux
- Seine-Saint-Denis: Neuilly-sur-Marne, Noisy-le-Grand
- Val-de-Marne: Nogent-sur-Marne, Créteil, Charenton-le-Pont, Champigny-sur-Marne, Saint-Maur-des-Fossés, Joinville-le-Pont, Saint-Maurice

A Marne mentén több csata is zajlott az első világháború alatt.

## Képek

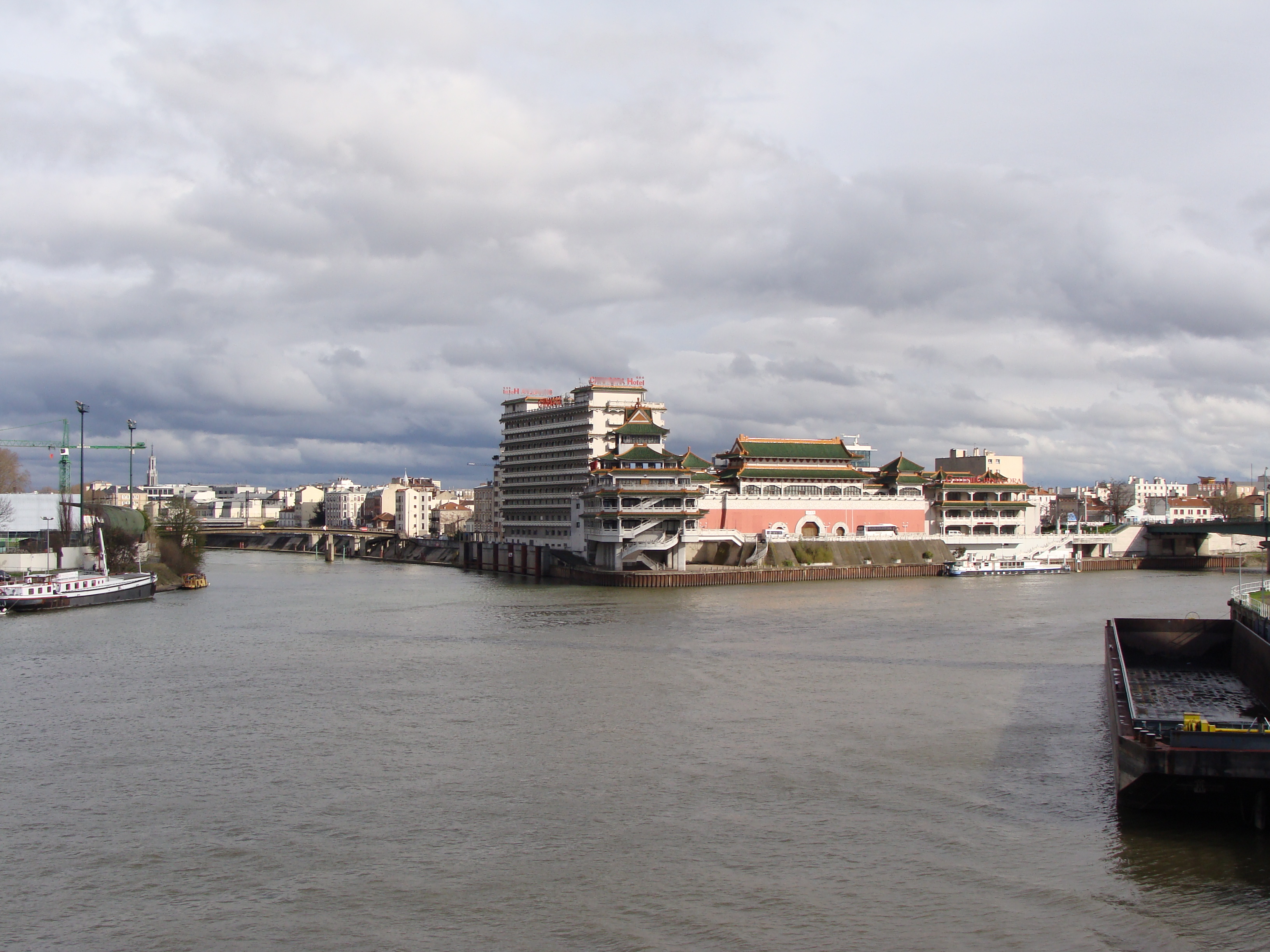
A folyó torkolata (a Marne balra)